# Laverne
Laverne és un poble dels Estats Units a l'estat d'Oklahoma. Segons el cens del 2000 tenia 1.097 habitants.

## Demografia
Segons el cens del 2000, Laverne tenia 1.097 habitants, 503 habitatges, i 303 famílies. La densitat de població era de 572,4 habitants per km².
Dels 503 habitatges en un 26,4% hi vivien nens de menys de 18 anys, en un 50,9% hi vivien parelles casades, en un 7% dones solteres, i en un 39,6% no eren unitats familiars. En el 38% dels habitatges hi vivien persones soles el 21,7% de les quals corresponia a persones de 65 anys o més que vivien soles. El nombre mitjà de persones vivint en cada habitatge era de 2,18 i el nombre mitjà de persones que vivien en cada família era de 2,89.
Per edats la població es repartia de la següent manera: un 23,6% tenia menys de 18 anys, un 7,2% entre 18 i 24, un 24,4% entre 25 i 44, un 21,1% de 45 a 60 i un 23,6% 65 anys o més.
L'edat mediana era de 41 anys. Per cada 100 dones de 18 o més anys hi havia 83,8 homes.
La renda mediana per habitatge era de 32.222 $ i la renda mediana per família de 38.984 $. Els homes tenien una renda mediana de 31.667 $ mentre que les dones 20.000 $. La renda per capita de la població era de 20.424 $. Entorn del 8,9% de les famílies i el 13% de la població estaven per davall del llindar de pobresa.

## Poblacions més properes
El següent diagrama mostra les poblacions més properes.